# Кјари (Лука)
Кјари је насеље у Италији у округу Лука, региону Тоскана.
Према процени из 2011. у насељу је живело 18 становника. Насеље се налази на надморској висини од 36 м.